# The Sims Bustin’ Out
The Sims Bustin' Out — видеоигра в жанре симулятора жизни серии The Sims, выпущенная для игровых приставок Game Boy Advance, GameCube, PlayStation 2, Xbox и N-Gage. Игра представляет собой 3D-версию игры The Sims и содержит в себе элементы дополнений The Sims: Hot Date, The Sims: Superstar, и The Sims: Livin' Large, также в игре есть возможность свободно передвигаться по городу и посещать соседей. В игре доступно основных 2 режима: режим миссий и свободная игра, вторая по концепции приближена к The Sims.
Bustin' Out создавалась, как сиквел The Sims для игровых приставок. Игра создавалась с учётом пожеланий игроков иметь возможность выходить за пределы жилого участка и особое внимание было уделено социальным взаимодействиям симов. Помимо этого специально для игры искусственный язык симов — был переработан, и на языке были записаны клипы с участием музыкальных групп.
Игра в основном получила положительные отзывы, критики похвалили игру за открытый игровой мир, множество возможностей, однако заметили плохое качество графики и слишком сложный геймплей на высоких уровнях прохождения.

## Геймплей

Демонстрация игрового процесса

Игра начинается с редактора создания персонажа, где игрок может создать одного молодого человека женского или мужского пола. Игрок имеет возможность настраивать черты лица своего сима, такие, как нос, форму лица, глаза, рот и ресницы, а также выбрать для него модный наряд. Далее персонаж попадает в жилой участок, где по сюжету живёт со своей матерью. Сим должен удовлетворять свои базовые потребности во сне, еде, туалете, душе и общении. Другая важная задача заключается в заработке денежных средств. Характер и умения управляемого сима важны при выборе определённой карьеры. Симы в игре не могут умереть, хотя в Bustin Out как и в оригинальной игре есть несчастные случаи, раненный сим попадёт в больницу и излечится.
консольной адаптации The Sims
Другая ключевая особенность игры — возможность выбираться за пределы участка, посещать общественные места и заводить новые знакомства с жителями города. Взаимодействие с персонажами и выполнения цели позволяет персонажу исследовать новые участки городка. Игра позволяет играть двум игрокам в онлайн-режиме, которые могут видеть действия друг друга на специальном разделённом экране. Если игрок является владельцем игры для GameCube, а также имеет версию для Game Boy Advance, то он может синхронизировать данные двух игр, «перенося» своего персонажа с сохранёнными характеристиками, умениями и связями на другую платформу и обратно. При этом в обеих версиях игры становятся доступны скрытые уровни и награды.
Bustin' Out является сиквелом The Sims для игровых приставок, действие в обеих этих играх происходят в общей вселенной, а события в Bustin' Out происходят после завершения событий в The Sims. Основным местом действия становится вымышленный городок Симвэлли. Согласно заданному сюжету Малькольм Ландграаб, с целью расплатиться с арендными долгами, занимается грабежом среди соседей. Цель игрока заключается в становлении влиятельной персоной и личном обогащении, с целью покупки всех участков соседей-жертв и изгнания Малькольма. Изначально игроку принадлежит одно здание, доставшееся в наследство от покойной матери, в процессе развития сюжета и удачного выполнения заданий, под контроль игрока переходит всё больше участков. Помимо этого, становятся доступными новая мебель и одежда. Также в городке будут разблокированы новые городские районы. В свободном режиме игрок может создавать персонажа или семью, обустраивать участок, обставляя его новыми объектами и мебелью. Персонаж может выбрать для себя одну из трёх жизненных целей, к которым он должен стремиться: торговля, максимальное повышение в карьере и обогащение. Также необходимо постоянно удовлетворять потребности персонажей в еде, сне, туалете, гигиене, общении и веселье.

## Разработка
Игра разрабатывалась студией Maxis под предводительством Майкла Перри. Создание игры было завершено всего через шесть месяцев, но на основе материала из консольной версии The Sims. Bustin’ Out в сравнении с предшественником обладает более глубоким геймплеем и улучшенной графикой. Разработчики заметили, что хотели передать вместе с игрой юмористический и непредсказуемый тон The Sims, который оказался недостаточен в консольной адаптации The Sims. Задача разработчиков заключалась в переносе увлекательных игровых аспектов The Sims с открытым игровым процессом на игровую приставку, добавив при этом совершенно новые игровые уровни и возможности. Разработчики старались учитывать желания игроков консольных игр сталкиваться с вызовом, следовать цели на каждом уровне и получать награды. Эти элементы также было решено встроить в Bustin’ Out. Разработчики также изучали отзывы пользователей о The Sims для игровых приставок, которые желали исследовать окружающие окрестности и иметь больше объектов для забавных взаимодействий. Так, Bustin’ Out впервые предлагает открытый игровой мир с возможностью управлять транспортным средством. Игровой мир игры стал в три раза больше The Sims для игровых приставок.
Самая главная задача разработчиков заключалась в создании удобного и естественного управления, которое во многом предрешает успех игры. Для этого разработчики консультировались с известным японским геймдизайнером Сигэру Миямото. Работа над панелью управления шла в течение нескольких месяцев. Помимо этого, для игры был создан с нуля новый и полностью трёхмерный игровой движок, который разрабатывался с учётом возможности играть на игровых приставках шестого поколения. Команда разработчиков также консультировалась с Уиллом Райтом, геймдизайнером оригинальной игры The Sims, который также предлагал свои видения игрового дизайна игры. Одновременно разработчики старались добавить в каждый порт новые возможности в соответствии с возможностями самой игровой приставки. Так, игроки PlayStation 2 имеют возможность устанавливать связь с другим игроком Bustin’ Out через службу PlayStation Online и играть в режиме мультиплеера. Версия для Xbox имеет улучшенные визуальные эффекты и поддержку HDTV, порт для GameCube позволяет устанавливать соединение с Bustin’ Out для Game Boy Advance. При этом команда создателей, работая над версией игры для GameCube, тесно сотрудничала с командой Griptonite Games, работавшей параллельно над своей версией Bustin' Out для портативной приставки Game Boy Advance
Другая важная цель заключалась в создании большого количества новых социальных взаимодействий, чтобы разнообразить жизнь сима за пределами дома. Социальные взаимодействия стали самыми проработанными в истории серии The Sims по состоянию на 2003 год. В частности общение персонажей стало играть гораздо большую роль, даже если это касается в достижении каких-либо личных целей управляемого сима (например, продвижения по карьерной лестнице). Также разработчики создали 48 новых социальных движений: женская драка, каратэ, брейк-данс, несколько видов поцелуя. Характер сима отныне сильнее влияет на его социальные взаимодействия или жесты общения. Многие сцены социальных взаимодействий сначала воспроизводились самими разработчиками (кроме французского поцелуя), чтобы понять, насколько уместно они выглядят и стоит ли их добавлять в игру. Затем над анимацией персонажей работали в программе 3D Studio Max. Значительная сложность заключалась в синхронизации движений двух персонажей во время каких-либо действий, особенно сцен драки. Из-за большого веса самой игры, пользователям PlayStation 2 и GameCube требовалось играть и сохранять игру с вспомогательными картами памяти.

## Анонс и выход

Обложка игры была изменена для японского рынка, стилистика персонажа сочетает в себе черты японской анимации

Игра была впервые представлена на выставке E3 в мае 2003 года. The Sims Bustin’ Out является преемником The Sims для игровых приставок и создавалась с учётом дальнейшей попытки привлечения игровой аудитории консольных игр. Bustin’ Out в сравнении с предшественником обладает более глубоким геймплеем и улучшенной графикой. Bustin’ Out разрабатывалась в двух версиях: для игровых приставок и для Game Boy Advance. Ключевая идея игры заключалась в возможности выбираться за пределы участка, развивать социальные взаимодействия и принимать участие в разных общественных мероприятиях, о чём также сообщало название игры Bustin’ Out — что обозначает выход/побег из дома. Версии игры для GBA, а также для игровой приставки GameCube были представлены совместно Уилом Райтом и японским дизайнером игр Сигэру Миямото на пресс-конференции Nintendo.
В июле 2003 года впервые был показан игровой процесс. 4 декабря стало известно, что игра вышла в печать. Выход игры состоялся 15 декабря 2003 года в США, 19 декабря в Европе и 22 января 2004 года в Японии под названием The Sims (яп. ザ・シムズ Дзя Симудзу). EA Games также организовалa конкурс, где победитель в рамках особого тура мог навестить офис разработчиков и получить копию Bustin’ Out.

### Для портативных и мобильных устройств
Параллельно с игрой The Sims Bustin’ Out независимой студией также разрабатывалась версия игры для портативной приставки Game Boy Advance с изометрической двухмерной графикой, но с сохранением общей концепции. Выход игры состоялся 2 декабря 2002 года. Это также самая первая игра серии The Sims, созданная для мобильного устройства.
Помимо этого, портативная версия Bustin’ Out была портирована на мобильную игровую консоль N-Gage. Чья разработка велась в сотрудничестве с Electronic Arts и Nokia. Данный порт был продемонстрирован на выставке E3 в 2004 году. Игра в целом подобна Bustin’ Out для Game Boy Advance, однако местами наблюдается падение частоты кадров. Выход игры состоялся 10 мая 2003 года.
Продажи от игры составили 2,43 миллиона копий для PS2, основная часть из которых была куплена в Европе, продажи GameCube составили 660,000 копий, и 560,000 на Xbox с основной массой покупателей в США.

## Озвучивание и музыка
Язык, на котором разговаривают персонажи, называется симлишем. При этом разработчики заметили, что специально для Bustin’ Out переписали симлиш полностью с нуля, чтобы передать диалогам симов чувство уникального звучания и для того, чтобы на данном языке можно было записывать музыку и сочинять лирику. Процесс записи диалогов на искусственном языке занял около 240 часов, для игры было записано всего более 4000 фраз. Для этого были использованы голоса трех актёров, для женского персонажа с заметным деревенским акцентом, мужского и ребёнка. Актёры озвучивания должны были следить за готовыми анимациями персонажей, чтобы их фразы совпадали с движением губ персонажей.
Автором композиций, играющих в режиме создания персонажей/городка и строительства/покупки, выступает Джерри Мартин. Также для игры музыку писали Джейсон Грейвс, Дэйв Адамс, Род Абернети. Разработчики решили записать новые музыкальные композиции, эксклюзивные для Bustin’ Out. Некоторые композиции в жанре блюграсс были позаимствованы из оригинальной The Sims, однако в игру были добавлены новые радио-станции с музыкальными жанрами хеви-метал, диско, хип-хоп и smooth jazz. Каждая станция включает в себя по пять композиций. При этом разработчиками внедрили в игру предпочтение музыкальных жанров симами. Крис Рен, звукорежиссер для Bustin 'Out для записи музыкальных композиций отыскал местных профессиональных музыкантов, чтобы записать мелодии на симлише. Рен нашёл местные хип-хоп группы, а также дет-метал группу из Сан-Франциско. Процесс записи хип-хоп композиций по мнению Рен оказался самым забавным, так как городские артисты занялись созданиям симлиш-сленга, особенно это слышно в треке slammin.
Окружающие, фоновые звуки также были созданы с нуля и представляют собой объёмный звук Dolby Digital, чтобы ещё лучше погрузить игрока в виртуальный мир и подарить ему новый опыт времяпровождения в виртуальном мире. При этом фоновые звуки различаются в зависимости от разных локаций. Звуковые эффекты было решено привязать также к определённым объектам, которые усиливаются при приближении, например при приближении камеры к линии электропередачи. Для записи фоновой музыки, команде звукорежиссёра порой приходилось покидать студию, так например для записи шума дорожного движения, они отправились в центр Сан-Франциско. В других случаях, для создания звуковых эффектов, разработчикам приходилось прибегать к импровизации, например звук от водопада был создан с помощью включенного крана для воды.
В марте 2004 года были выпущены два альбома с саундтреками из игры Bustin' Out. Первый альбом, выпущенный 10 марта включает в себя музыку жанра электро, техно, джаз, фанк и техно. Второй альбом, выпущенный 17 марта, включает в себя такие жанры, как рок, поп, хип-хом и электронику.
| №   | Название             | Автор(ы)    | жанр/звучит вː      | Длительность |
| --- | -------------------- | ----------- | ------------------- | ------------ |
| 1.  | «Vehlo Veeh Tah»     |             | smooth Jazz         | 5:08         |
| 2.  | «Keh Ni Gee Bloze»   |             | smooth Jazz         | 4:04         |
| 3.  | «Prah Sesst Chi»     |             | smooth Jazz         | 4:33         |
| 4.  | «Duhkwy Yehtstor Um» |             | smooth Jazz         | 5:27         |
| 5.  | «Nahtreel Jaz»       |             | smooth Jazz         | 3:52         |
| 6.  | «GBA Biker»          | Айен Стокер |                     | 2:32         |
| 7.  | «GBA Techno»         | Айен Стокер |                     | 4:07         |
| 8.  | «GBA Title Music»    | Айен Стокер |                     | 2:53         |
| 9.  | «Smooth Funk»        |             | режим строительства | 4:59         |
| 10. | «Smooth Downtempo»   |             | режим строительства | 5:01         |
| 11. | «Loadscreen»         |             |                     | 4:46         |
| 12. | «Stone Cold Funk»    |             | режим строительства | 5:04         |
| 13. | «Electric Funk»      |             | режим строительства | 5:15         |
| 14. | «Bleepy Techno»      |             | режим городка       | 3:43         |

| №   | Название                | Автор(ы)            | жанр/звучит вː | Длительность |
| --- | ----------------------- | ------------------- | -------------- | ------------ |
| 1.  | «Eeyooma Mana Muki Vop» |                     | поп            | 4:22         |
| 2.  | «Yalla Shima»           |                     | поп            | 4:20         |
| 3.  | «Dello Weello Cello»    |                     | поп            | 4:20         |
| 4.  | «Ah Lah Tak Kina»       | The Humble Brothers | поп            | 4:29         |
| 5.  | «Ola Mana Sey»          | The Humble Brothers | поп            | 3:45         |
| 6.  | «Duwhy Duwhy»           |                     | метал          | 3:10         |
| 7.  | «Fredashay»             |                     | метал          | 2:56         |
| 8.  | «Blaargh»               |                     | метал          | 3:52         |
| 9.  | «Nee Rah Hul Nidre»     |                     | метал          | 3:01         |
| 10. | «Nee Tak Koo Ronn»      |                     | метал          | 4:01         |
| 11. | «Hoh! (Abba Dah No)»    | The Humble Brothers | хип-хоп        | 3:31         |
| 12. | «Downarown Ashay»       | The Humble Brothers | хип-хоп        | 3:53         |
| 13. | «Trit Kit Drit»         | Кирк Кэйси          | хип-хоп        | 3:55         |
| 14. | «Menesh Ay Pah»         | Кирк Кэйси          | хип-хоп        | 3:55         |
| 15. | «Haw Doo Wah»           | Кирк Кэйси          | хип-хоп        | 4:45         |

| Персонаж         | Актёр озвучивания |
| ---------------- | ----------------- |
| Женский персонаж | Сьюзен Зелински   |
| Мужской персонаж | Дэвид Боат        |
| Ребёнок          | Ники Рапп         |
| Доп. голос       | Кимзи МакГрат     |
| Доп. голос       | Даниель Амрич     |
| Попугай          | Билл Кэмерон      |

## Критика
| Сводный рейтинг       | Сводный рейтинг | Сводный рейтинг | Сводный рейтинг |
| Издание               | Оценка          | Оценка          | Оценка          |
| Издание               | GC              | PS2             | Xbox            |
| --------------------- | --------------- | --------------- | --------------- |
| GameRankings          | 80,76 %         | 83,44 %         | 79,42 %         |
| Metacritic            | 81/100          | 81/100          | 81/100          |
| Иноязычные издания    |                 |                 |                 |
| Издание               | Оценка          | Оценка          | Оценка          |
| Издание               | GC              | PS2             | Xbox            |
| Eurogamer             | 70 %            | 70 %            | 70 %            |
| Game Informer         |                 | 93 %            |                 |
| GameRevolution        | [ 35 ]          | [ 39 ]          | [ 37 ]          |
| GameSpot              | 8,3/10          | 8,3/10          | 8,3/10          |
| GameSpy               | [ 35 ]          | [ 36 ]          | [ 37 ]          |
| GameZone              | 8,6/10          | 82/100          | 78/100          |
| IGN                   | 8,2/10          | 8/10            | 8/10            |
| Nintendo World Report | 86/100          |                 |                 |
| OPM                   |                 | 80/100          |                 |
| OPMUK                 |                 | 90/100          |                 |
| OXM                   |                 |                 | 80/100          |
| TeamXbox              |                 |                 | [ 37 ]          |

Игра The Sims Bustin' Out заняла 98 место среди самых «горячих игр» для PlayStation 2 по версии PlayStation Official Magazine. Она также номинировалась как лучшая приключенческая игра редакцией Official Xbox Magazine. Игра получила в основном положительные отзывы. Критики похвалили появившуюся в игре возможность свободного перемещения среди участков, исследовования города. У сима появилось множество причин не оставаться в пределах своего дома, чем грешат остальные версии The Sims.
Рецензент GameSpot заметил, что Bustin’ Out расширяет возможности своей предшественницы не за счёт более индивидуальных настроек своего сима, а возможностью «вылезать» персонажам за пределы своего дома, посещая своих соседей или достигая поставленных сюжетом целей. Схожего мнения придерживается и Том Брамвелл, рецензент сайта Eurogamer, заметив, что игра посвящена прежде всего возможности выхода из дома, предлагая множество вариантов социальных взаимодействий. Представитель сайта Worthplaying назвал мудрым решение EA Games ограничить свободную симуляцию и сделать игру более линейной, так как это — то, к чему игроки консольных игр привыкли. Рецензент Game Revolution заметил, что факт полной открытости The Sims с одной стороны привлекал многих игроков, но и раздражал других, которые считали игру утомительной и бессмысленной, наличие же режимов линейного сюжета и свободной симуляции призвана удовлетворить обе группы игроков.
Хотя, по мнению критика Erogamer, Bustin’ Out является образно лишь одним из пакетов расширения для ПК, но привязанным к оригинальной адаптации консоли и проданной по цене двух игр, игра по-прежнему остаётся довольно конкурентоспособным продуктом, предлагающим бесчисленные часы развлечений и хорошим способом борьбы со скукой. Представитель GameRevolution считает игру урезанной версией компьютерной The Sims, несмотря на множество способов вести свой образ жизни и достигать поставленных целей, игра не выглядит такой глубокой, как её прототип, тем не менее, её достаточно для того, чтобы утолить жажду мимолётного интереса игрока. Редакция UK Playstation Magazine назвала Bustin’ Out самой подходящей для игроков-«хулиганов», которые могут замучить всё её виртуальное сообщество.
Представитель GameSpot заметил, что игра стала гораздо ярче и разнообразнее, чем предшественник The Sims. Критик Worthplaying похвалил игру за большое разнообразие предметов, приятный художественный стиль, несмотря на низкое разрешение. Представитель Eurogamer высказал аналогичное мнение, заметив, что большое разнообразие предметов позволит украсить дом в желаемом стиле — от посредственной мебели до готической усадьбы с привидениями или лаборатории безумного учёного. Критик GameRevoluton заметил, что возможность строительства и размещения объектов сильно ограничена, что очень разочаровывает. Критик Worthplaying похвалил звуковое сопровождение игры. Выдуманный язык симов прекрасно передаёт их настроение и мотивы, а подборка разнообразной и солидной музыки отражает разные модные жанры, начиная с 1980-х годов. Представитель GameSpot оставил похожее мнение, назвав выдуманный язык симов гениальным и забавным, и похвалил игру за обилие звуковых эффектов и «фантастические» саундтреки популярных жанров.
Тем не менее, сохранение симуляции и обязанность следовать линейно сюжету делает саму симуляцию игры нестабильной, зачастую игрок не может справиться с бытовыми вещами за поставленный срок и попадает в неприятные или даже курьёзные ситуации, что становится причиной стресса. 
Например, скажем, у вас есть час, перед тем, как ваш Сим уйдёт на работу. Вам ещё надо принять душ и сходить в туалет, но до этого, вы решили приготовить завтрак. Звонит телефон, но до того, как вы решите ответить, духовка начинает гореть, именно в этот момент прибывает автобус. Пожарный по-прежнему не прибыл, и всё же, вы отправляете сима к автобусу, но тут возникает другая проблема — вы всё ещё в пижамеǃ Ваш сим одевается в рабочую одежду и... автобус уезжает без вас. И всё это время ваша соседка по комнате ворчала по поводу визитов вашей матери. Подобные деньки выглядят действительно забавно, но это происходит слишком часто и с третьего или какого-то ещё раза вам уже хочется швырнуть контроллер в ближайшую стену.Агустин, критик сайта Worthplaying
Похожую проблему заметил и критик Gamespot, считая, что одновременная необходимость следовать карьерной лестнице и постоянно заботиться о базовых потребностях персонажей является источником постоянного стресса и делает прохождение игры трудным, благо игра предлагает свободный режим и альтернативные способы прохождения, позволяя игроку избежать стресса. Представитель Eurogamer оценил возможность того, что игра несмотря на относительную линейность по-прежнему дарит много свободы игроку и позволяет не заканчивать миссии, возвращаясь к ним в любое время. Однако и он заметил, что на более высоких уровнях игра становится всё более стрессовой и не даёт достаточного времени симу завершить все свои дела.
Мнение критиков об игровом движке и графике в игре было сдержанным, так, рецензент Worthplaying заметил, что качество графики в игре среднее, симы и объекты выделяются явным низким разрешением и мягким видом, однако для игры, подобной The Sims не так важно иметь передовое качество графики, где главную роль играет сама атмосфера виртуального мира, с которой Bustin’ Out хорошо справляется. Однако низкая частота смены кадров сильно портит впечатление от игры. Представитель GameSpot также указал на неровность качества графики, например — наличие блочных краёв. При этом текстуры вещей на версии Xbox — самые яркие и «чистые», при наличии высокого разрешения экрана. Представитель Eurogamer назвал игровой движок игры явно неуклюжим, с неудобным управлением, раздражающимися сообщениями. Даже версия Xbox, которая в меньшей степени страдает от неровностей, обладает более яркой палитрой и разнообразием объектов, не способна компенсировать отсутствие анимации перехода и других очевидных недостатков. Просмотр вещей в крупном плане и вовсе вызывает разочарование. Рецензент Eurogamer считает, что Bustin’ Out для игры 2003 года уже выглядит старо, как будто её выход затянулся ещё с 2000 года.
Критик Game Revolutiоn отдельно назвал мультиплеерный режим ужасно неудобным. Режим разделённого экрана действует даже тога, когда управляемые симы стоят ряд друг с другом, а если один игрок переходит в режим строительства/покупки, второму игроку придётся ждать, а первому игроку же по-прежнему будет доставляет трудности разделённый экран
Средняя оценка версии игры для N-Gage составила 78.59%

### Ретроперспектива
Редакция сайта CBR, в своём обзоре от 2020 года назвала Bustin 'Out самой недооценённой игрой серии The Sims и «скрытой жемчужиной». Хотя игра стала второй в линейке консольных The Sims, многие фанаты утверждали, что в итоге она стала лучшей в данной серии, в частности в неё было добавлено множество новых функций, задолго до того, как они появились в основной линейке The Sims для ПК и были признаны «революционными». Многие полюбили данную игру за систему заданий, выполнение которых открывало доступ к новым локациям и придавало чувство выполненного долга после завершения каждой миссии. А разнообразию локаций и неигровых персонажей могла бы позавидовать любая игра серии The Sims . Но самым важным аспектом Bustin 'Out выступал онлайн-режим, доступный только в версии для PlayStation 2. Данный режим был весьма популярен среди фанатов The Sims и редакция CBR утверждала, что по сей день некоторые самые верные фанаты могут достать свою старую консоль, чтобы поиграть в Bustin 'Out.
Представитель сайта Extra Time аналогично назвал Bustin 'Out незаслуженно забытой, но крайне важной игрой в серии The Sims c хорошей графикой по меркам своего времени, обилием юмора и скрытых сюжетных поворотов, которым позавидовали бы более поздние The Sims. Онлайн-режим выступал лучшей альтернативой The Sims Online для тех, кто не желал сталкиваться с мошенниками. Главным упущением Bustin 'Out по мнению редакции стал их выход на игровые приставки и игнорирование ПК, таким образом игра была не доступна большей части своей потенциальной аудитории. Редактор выразил надежду в будущем увидеть ремастер Bustin 'Out с выходом на ПК.